# 李希容
李希容，江西玉山人，明朝的政治人物。举人出身。

## 生平
1443年接替章增任华亭县知县一职，1447年由郭文直接任。